# Safranal
Safranal is een organische verbinding die voorkomt in saffraan en verantwoordelijk is voor het aroma ervan.

## Synthese
Vermoed wordt dat safranal een afbraakproduct is van het carotenoïde zeaxanthine via het tussenproduct van picrocrocine. Safranal is een monoterpeenaldehyde, en het kan ook synthetisch bereid worden uitgaande van citral. Dat wordt omgezet in cyclocitral, hetgeen op zijn beurt kan worden omgezet in safranal.

## Toepassingen
Safranal is een effectief anti-epilepticum en reageert als een agonist bij GABAA-receptoren.
Safranal werkt ook als een sterke antioxidant en kan vrije radicalen onschadelijk maken. Ook blijkt de stof in vitro tegen kankercellen te werken.
Verder werkt de stof als een antidepressivum.

## Natuurlijke bronnen
Natuurlijke bronnen van safranal zijn:
- Aspalathus linearis (Rooibos)
- Camellia sinensis (Theebladeren)
- Crocus sativus (Saffraankrokus)
- Ficus carica (Vijgenbladeren)
- Lycium chinense (Chinese boksdoorn)